# Gefecht bei Beaumont
Weißenburg – Spichern – Wörth – Colombey – Straßburg – Toul – Mars-la-Tour – Gravelotte – Metz – Beaumont – Noisseville – Sedan – Sceaux – Chevilly – Bellevue – Artenay – Châtillon – Châteaudun – Le Bourget – Coulmiers – Amiens – Beaune-la-Rolande – Villepion – Loigny und Poupry – Orléans – Villiers – Beaugency – Nuits – Hallue – Bapaume – Villersexel – Le Mans – Lisaine – Saint-Quentin – Buzenval – Paris – Belfort
Das Gefecht bei Beaumont fand am 30. August 1870 im Vorfeld der Schlacht bei Sedan statt. Teile der deutschen 3. und 4. Armee schlugen Teile der französischen Châlons-Armee, die die eingeschlossene Rheinarmee entsetzen wollte, sich nun aber nach Sedan zurückzog und drei Tage später kapitulierte.

## Vorgeschichte
Die nach den Grenzschlachten in Frankreich eingedrungenen deutschen Armeen hatten die französische Rheinarmee unter Bazaine eingeschlossen und bewegten sich weiter in der allgemeinen Richtung auf Paris. Die unter Mac-Mahon bei Châlons zusammengezogene französische Châlons-Armee begann am 23. August 1870 mit dem Marsch nach Reims in der Absicht, weiter über Montmédy und dann entlang der belgischen Grenze zur bei Metz eingeschlossenen Rheinarmee zu gelangen.
Die deutsche 3. Armee unter dem preußischen Kronprinzen Friedrich Wilhelm und die 4. Armee (auch Maasarmee genannt) unter dem sächsischen Kronprinzen Albert marschierten währenddessen noch zwei Tage konzentrisch auf Châlons zu, da sie den Gegner noch vor sich in Richtung Paris vermuteten. Erst ab dem 26. August begannen beide Armeen, nach rechts zu schwenken und sich in Richtung der Châlons-Armee zu bewegen. Diese hatte Mac-Mahon zwischen Vouziers und Chesne konzentriert und für einen Angriff auf die deutschen Truppen in südlicher Richtung aufgestellt. Der Angriff wurde dann aber nicht ausgeführt, und die Armee marschierte in nordöstlicher Richtung ab, wodurch sich die Disziplin aufzulösen begann.
Um einer Umklammerung durch die deutsche 3. und 4. Armee zu entgehen, bereitete Mac-Mahon einen Marsch nach Nordwesten auf Mézières vor. Das Kriegsministerium untersagte aber eine solche Bewegung und befahl den weiteren Vormarsch in Richtung Metz. Da deutsche Truppen die Maas schon bis Stenay im Norden erreicht hatten, musste Mac-Mahon noch weiter nördlich ausweichen, um Metz noch über Carignan erreichen zu können. Doch nur der linke französische Flügel erreichte bei Mouzon die Maas noch ohne Kampf. Weiter südlich standen deutsche Truppen der 4. Armee bereits westlich der Maas und trafen unter anderem bei Nouart auf Teile der französischen Châlons-Armee.

## Verlauf

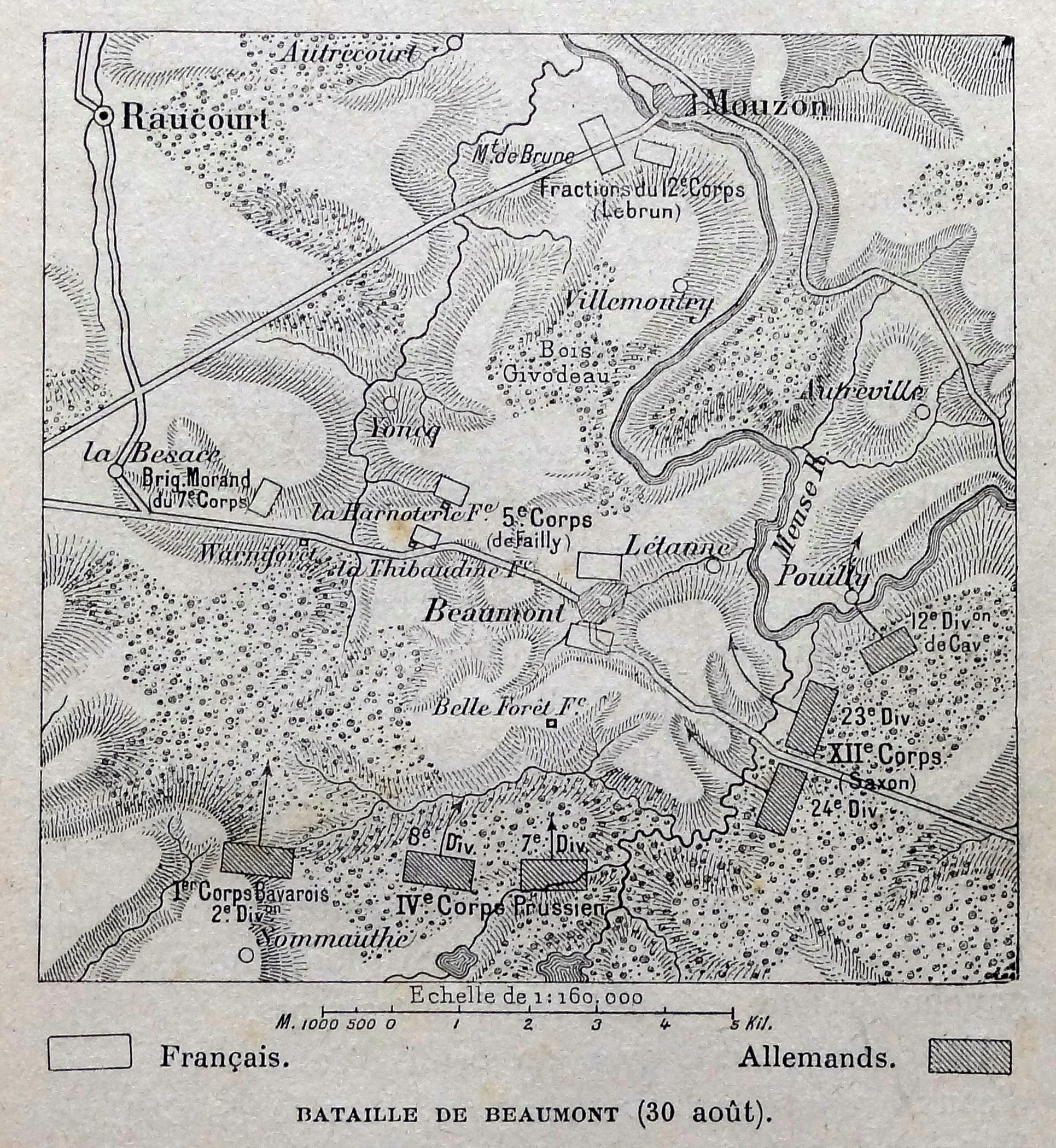
Schlacht bei Beaumont

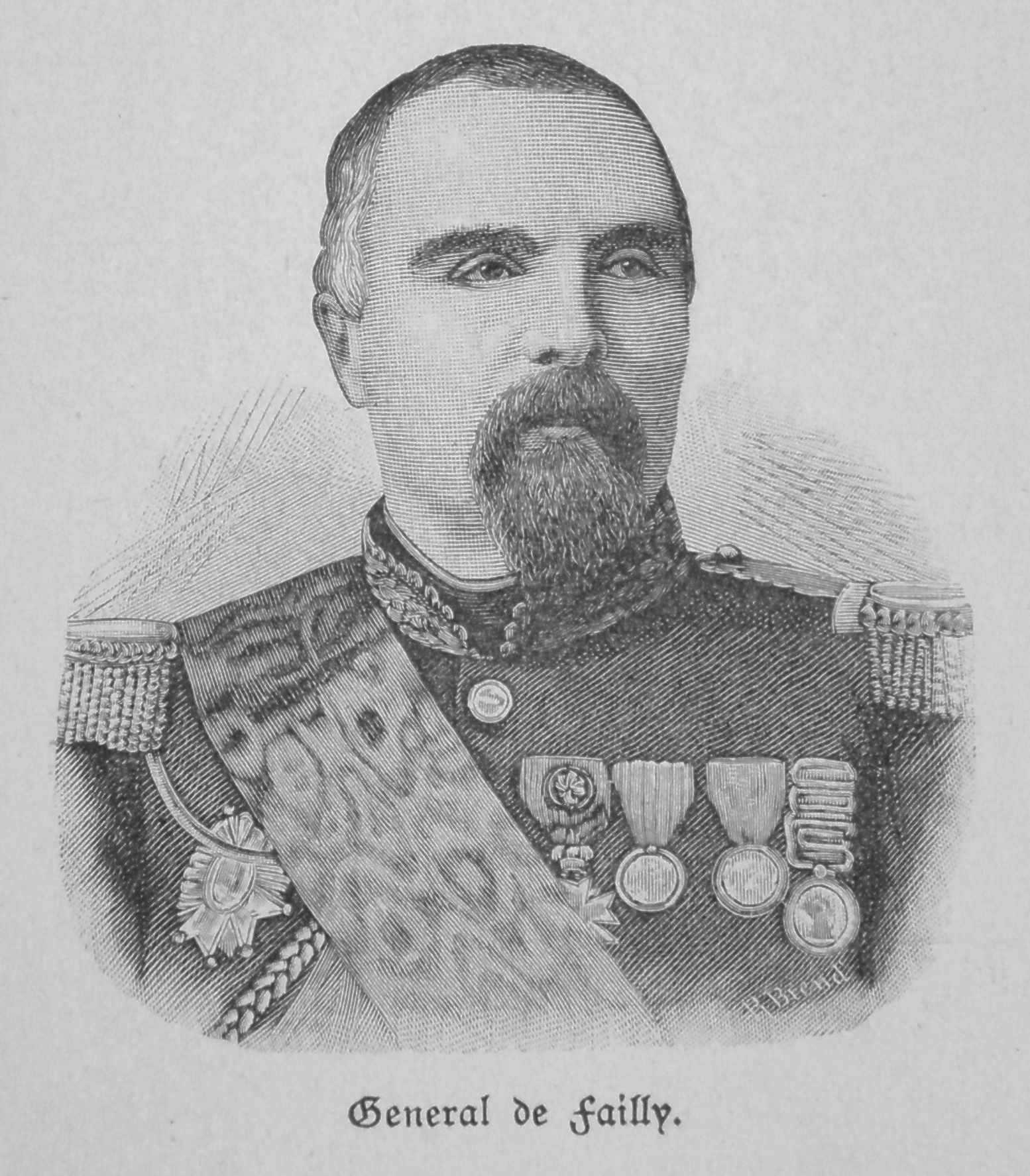
General Pierre de Failly

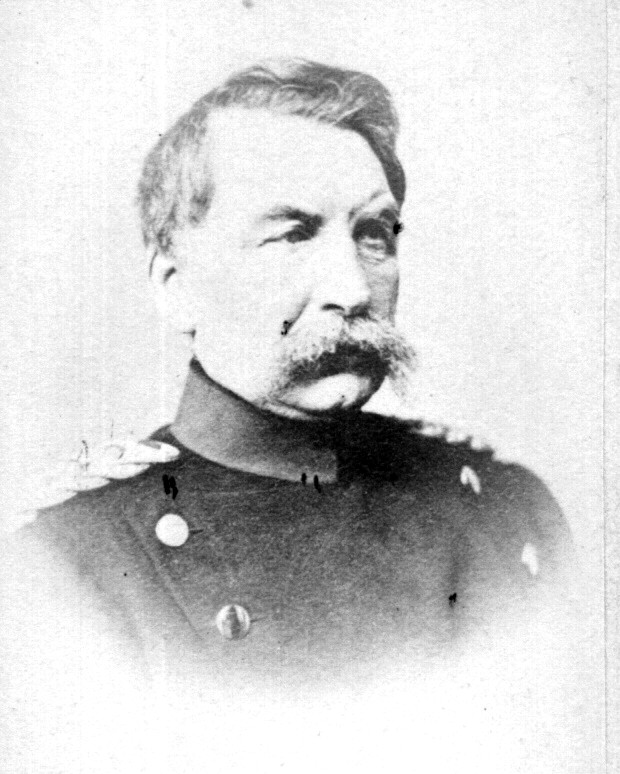
Gustav von Alvensleben

In der Nacht vom 29. auf den 30. August rastete das V. Korps der Châlonsarmee unter General de Failly bei Beaumont-en-Argonne. Dieses Korps war durch lange Märsche sehr erschöpft und nach einem Marsch über schlechte Feldwege und durch Wälder auseinandergezogen. Die Soldaten nutzten die Lagermöglichkeit bei Beaumont zur Rast. Die ersten Franzosen hatten den Ort gegen Mitternacht erreicht, die letzten erst im Morgengrauen. Die Franzosen befanden sich hier, ohne es zu wissen, zwischen dem IV. Korps als linkem Flügel der Maasarmee von Prinz Albert und dem I. Bayerischen Korps als rechtem Flügel der 3. Armee des Kronprinzen.
Die Bayern erwarteten zu diesem Zeitpunkt Kontakt mit der gesamten französischen Armee und betrieben daher intensive Aufklärung durch Kavallerie und leichte Infanterie. Zwei dieser Aufklärungseinheiten sichteten zeitgleich am Mittag des 30. August 1870 die auf den Höhen von Beaumont rastenden Franzosen. Die Franzosen waren damit beschäftigt, sich mit Nahrung zu versorgen, und viele Einheiten schliefen noch. Zwar gab es Hinweise aus der Bevölkerung, dass die Preußen kommen würden, aber es wurden keine Vorkehrungen zur Abwehr getroffen.
Etwa zeitgleich wurden die Franzosen vom preußischen IV. Armeekorps angegriffen. Noch während die Franzosen sich zu einem Gegenangriff sammelten, formierten sich auch die ersten Bayern von der 2. Infanterie-Division und gingen vor. Sie hatten den großen Vorteil, dass sie bergab angreifen konnten. Obwohl die Bayern an diesem Tag bereits einen langen Marsch von ca. 25–30 Kilometern hinter sich hatten, wurde sofort angegriffen, um die günstige Gelegenheit auszunutzen.
Trotz erheblicher Verluste durch das überlegene Chassepotgewehr der Franzosen gelang es, den Angriff so schnell voranzutreiben, dass das französische Feuer unterlaufen werden konnte. Geschwindigkeit und Überraschung waren ein großer Vorteil für die Preußen und Bayern. Zwischen den angreifenden Bayern und Preußen befand sich jedoch eine große Lücke, die bei einem Gegenangriff für die Deutschen hätte gefährlich werden können, vor allem weil keine Reserven zur Verfügung standen. Viele französische Soldaten wurden durch den Angriff jedoch noch im Schlaf überrascht, und so begannen die ersten Soldaten eine wilde Flucht in Richtung Mouzon. Die französischen Truppen konnten erst nach einiger Zeit zu einem Gegenangriff übergehen, der allerdings abgewiesen wurde. Auf deutscher Seite griff nun die gesamte Artillerie des IV. Armeekorps ein, die im weiteren Verlauf noch von Teilen der Artillerie des sächsischen XII. sowie des I. bayerischen Armeekorps Unterstützung erhielten.
Am linken Flügel der Schlacht war die bayerische 1. Infanterie-Division unter Generalleutnant von Stephan derweil auf Raucourt weitermarschiert, während die bayerische 2. Infanterie-Division (General von Schumacher) noch den Angriff der 8. Infanterie-Division (Generalleutnant von Schöler) auf Beaumont unterstützte, das gegen 14.00 Uhr erstürmt wurde. General von Alvensleben wies seine beiden Divisionen an, weiter gegen den Ort Yoncq vorzurücken, der 8. Infanterie-Division wurde das Gehöft von La Harnoterie zugewiesen, die durcheinandergekommene 7. Infanterie-Division (Generalleutnant Groß von Schwarzhoff) sammelte sich nördlich von Beaumont auf der Höhe 261. Unter diesem Druck musste das gesamte französische Korps über Yoncq zurückgehen, weil auch der Angriff von Teilen des französischen VII. Korps (Division Conseil-Dumesnil) auf das bayerische Korps abgewiesen worden war, das nun seinerseits die französischen Kräfte nach Norden zurückdrängte. Die Straße nach Mouzon steigt an, und hier gelang es den französischen Offizieren, die Flucht aufzuhalten und sowohl Artillerie als auch Mitrailleusen in Stellung zu bringen und damit den Verfolgern erhebliche Verluste zuzufügen. Die größten Verluste hatten die Franzosen auf dieser Straße, die zeitweise durch umgestürzte Wagen völlig verstopft war. Hier waren die zusammengedrängten Soldaten dem Artilleriefeuer schutzlos ausgeliefert. Das 86. Regiment aus der Bretagne verlor hier fast 600 Mann. Auch die am östlichen Maasufer stehende 12. Kavallerie-Division (Prinz zur Lippe) hatte bei Pouilly den Fluss überschritten, um die sächsische 24. Infanterie-Division (General von Nehrhoff) beim Vorgehen auf Letanne zu unterstützen.
Derweil hatte General de Failly eine Nachhutstellung auf der Höhe bei Yoncq einnehmen lassen, um seine durcheinandergeratenen Truppenteile auf den Höhen Mont de Brune und bei Villemontry neu zu formieren. Einheiten des sächsischen XII. Korps rückten bereits zur Unterstützung über Letanne heran. Es entwickelten sich noch heftige Kämpfe um die Vorstadt von Mouzon und die Höhe von Villemontry, die bis zum Einbruch der Dunkelheit andauerten und in deren Ergebnis die französischen Truppen bis in das Tal der Maas zurückgedrängt wurden. Am Abend lagerte das IV. Armeekorps vor Mouzon, die Sachsen standen rechts davon beiderseits der Maas. Das nachfolgende preußische Gardekorps, das nicht an der Schlacht beteiligt war, schloss noch bis südlich von Beaumont auf. Hinter dem 1. Bayerischen Korps hatte die Vorhut des V. Armeekorps (General von Kirchbach) den Ort La Besace erreicht. Links außen hatte das XI. Armee-Korps (General von Gersdorff) Stonne bereits geräumt gefunden, lagerte dort und mit der Tete bei La Verliere.
Die Franzosen verloren innerhalb kurzer Zeit ca. 5700 Soldaten an Gefallenen, Verwundeten und ca. 1800 Gefangene. Die Verluste der deutschen Truppen betrugen 3400 Mann, den größten Teil davon am späten Nachmittag, sie erbeuteten unter anderem 28 Kanonen, acht Mitrailleusen, 60 vollgeladene Munitionswagen und diverse weitere Ausrüstung. Prinz Albert von Sachsen, der das Schlachtfeld nach dem Gefecht besuchte, nahm sein Abendessen im Zelt von General de Failly ein, wo sich noch die gesamten für den General bestimmten Delikatessen befanden.

## Auswirkungen
Im Ergebnis des Gefechts war starken französischen Kräften eine Niederlage zugefügt worden, was Mac-Mahon dazu veranlasste, den Marsch auf Metz zunächst aufzugeben und auf Sedan zurückzugehen. Er hoffte, die Armee in Sedan sammeln und versorgen zu können, um sich dann weiter auf Mézières zu bewegen.
Als Ergebnis der Schlacht befahl Moltke dem V. und XI. Korps, sich zwischen Sedan und die Grenze zu Belgien zu schieben. Gleichzeitig versperrte die dritte Armee jetzt den Rückzug in Richtung Paris oder Mézieres. Erleichternd kam für die Deutschen hinzu, dass die französische Kavallerie nicht versuchte, den Vormarsch der Deutschen zu verlangsamen, sondern das Feld räumte und sich als erste, noch vor der Infanterie, auf Sedan zurückzog.
In Sedan befand sich die Châlons-Armee in einer gefährlichen Situation, da sie zwischen den schnell vorrückenden deutschen Armeen und der belgischen Grenze nur wenig Raum zum Manövrieren hatte. Nur zwei Tage nach dem Gefecht bei Beaumont kapitulierte die Châlons-Armee nach der Schlacht von Sedan, wobei auch der französische Kaiser Napoleon III. in Gefangenschaft geriet. Nachdem in Paris bereits die III. Republik ausgerufen war, brach das Kaiserreich nun endgültig zusammen.